# Klinkhardt & Biermann
Klinkhardt & Biermann ist eine im Jahr 1907 von dem Verleger Werner Klinkhardt (1882–1926) und dem Kunsthistoriker Georg Biermann (1880–1949) in Leipzig gegründete Verlagsbuchhandlung.

## Geschichte
Die Verlagsgründung wurde am 2. Mai 1907 im Börsenblatt für den Deutschen Buchhandel angezeigt. Klinkhardt & Biermann verlegte insbesondere kunsthistorische Fachliteratur. Zum Programm gehörten daher Publikationen der Historiker Theodor Däubler, Max J. Friedländer, Gustav Friedrich Hartlaub, Wilhelm Hausenstein, Julius Meier-Graefe, Max Osborn oder Emil Waldmann. Die seit 1901 bei Seemann verlegte Reihe Monographien des Kunstgewerbes erschien mehr als 20 Jahre lang und wurde teilweise vom Verlag neu aufgelegt. Weitere Reihen wie Meister der Graphik, Stätten der Kultur oder Monatshefte für Kunstwissenschaft  (1908–1920) sowie  Der Cicerone. Halbmonatsschrift für Künstler, Kunstfreunde und Sammler (1909–1932), folgten. Die Reihe Junge Kunst befasste sich mit Themen der europäischen Avantgarde des frühen 20. Jahrhunderts, in der Publikationen zu Heinrich Campendonk, Otto Dix, Vincent van Gogh, Friedrich Karl Gotsch (Band 45, 1924), Wassily Kandinsky (Band 42, 1924), Paul Klee, Oskar Kokoschka, Paula Modersohn-Becker, Emil Nolde, Max Pechstein und Pablo Picasso erschienen.  Zu den Autoren gehörte Will Grohmann. Exemplare solcher Bücher wurden 1937 in der Aktion „Entartete Kunst“ aus Museen beschlagnahmt und vernichtet, weil die beschriebenen Künstler als „entartet“ galten.
Im November 1923 wurde der Verlag in eine Kommanditgesellschaft auf Aktien umgewandelt, zu deren Leitung auch Mathilde Dreist und Victor Klinkhardt gehörten. Am 10. November 1926 verstarb Werner Klinkhardt unerwartet nach kurzer Krankheit. Im Jahr 1933 verlagerte Georg Biermann das Unternehmen nach Berlin und wandelte die Rechtsform in eine GmbH um. 1935 übernahm Richard Carl Schmidt, der selbst einen Verlag für Auto- und Motortechnik in Berlin betrieb, die Verlagsgeschäfte. Im Zweiten Weltkrieg wurden die Verlagsräume bei einem Luftangriff im Jahr 1944 zerstört und die Verlagstätigkeit konnte erst 1948 in Braunschweig wieder aufgenommen werden, da Schmidt hier ein Gebäude besaß. Die Leitung wurde von Ilse Gutsch, der Tochter von Richard Carl Schmidt übernommen, die die unterschiedlichen Verlagsbereiche auf zwei Verlage aufteilte. R. C. Schmidt übernahm den Bereich der technischen Fachliteratur, während die kunsthistorischen Publikationen bei Klinkhardt & Biermann verblieben. Gemeinsam mit Ernst Raschka verlegte sie Werke für Sammler zu den Themen Malerei und Grafik, Keramik und Porzellan (wie den Führer für Sammler von Porzellan und Fayence), Glas und Zinn, Möbel- und Teppichkunst, historischen Waffen oder Uhren und Numismatik.
Der Verlag Klinkhardt & Biermann wurde 1980 von der Frankfurter Allgemeine Zeitung GmbH übernommen und hat seither seinen Sitz in München. Die neuen Geschäftsführer wurden Heinz-Friedrich Bläsing und Hermann W. Farnung, die das Verlagsprogramm um Ausstellungs- und Museumskataloge erweiterten. 2004 wurde Klinkhardt & Biermann, die seit 1993 mit Koehler & Amelang vereinigt waren, in den Prestel Verlag integriert. Ab 2008 ruhte die eigenständige Verlagstätigkeit und das Unternehmen wurde an die Verlagsgruppe Random House verkauft. Der Verlag erhielt wieder ein eigenes Verlagsprofil, als er 2010 nochmals den Besitzer wechselte und von Annette von Altenbockum erworben wurde. Das Unternehmen wird seit dem 3. August 2011 als haftungsbeschränkte Unternehmergesellschaft geführt. Die von 1919 bis 1933 mit 62 Bänden erschienene Reihe Junge Kunst wurde 2012 überarbeitet, neu aufgelegt und fortgesetzt.

## Publikationen (Auswahl)
- Monographien des Kunstgewerbes. Klinkhardt & Biermann, Leipzig, OCLC 12252729 (wurde von 1901 bis 1926 verlegt zunächst durch Hermann Seemann Nf. und ab 1907 auch bei Klinkhardt & Biermann neu aufgelegt).
- Monatshefte für Kunstwissenschaft. Klinkhardt & Biermann, 1908, ISSN 0863-5811, OCLC 276348876.
- Verlagskatalog der Firma Klinkhardt & Biermann. Klinkhardt & Biermann, Leipzig 1912, OCLC 183240886.
- Douglas Cockerell: Der Bucheinband und die Pflege des Buches. Ein Handbuch für Buchbinder und Bibliothekare. Klinkhardt & Biermann, Leipzig 1925, DNB 572620624 (englisch: Bookbinding and the care of books. Übersetzt von Felix Hübel).
- Gerd Spies: Braunschweiger Fayencen. Klinkhardt & Biermann, Braunschweig 1971, OCLC 325850.
- Anton C. Schaendlinger: Osmanische Numismatik. Von den Anfängen des osmanischen Reiches bis zu seiner Auflösung 1922 (= Handbücher der mittelasiatischen Numismatik. Nr. 3). Klinkhardt & Biermann, Braunschweig 1973, ISBN 3-7814-0045-X.
- Christian Ring, Hans-Joachim Throl: Emil Nolde (= Junge Kunst. Nr. 11). Klinkhardt & Biermann, München 2013, ISBN 978-3-943616-11-8.